# Національна партія Нової Зеландії
Національна партія Нової Зеландії (англ. New Zealand National Party) — правоцентристська консервативна політична партія, яка діє в Новій Зеландії. Є однією з двох найвпливовіших і популярних партій країни.
Партія сформована внаслідок злиття Об'єднаної партії (англ. United Party) і Реформістської партії (англ. Reform Party), про її створення офіційно оголосили в травні 1937 року.
Ця партія перемагала на національних виборах і була панівною в періоди з 1949 р. до 1957 рік, з 1960 р. до 1972 р., з 1975 р. до 1984 р. і з 1990 р. до 1999 р.. На виборах 8 листопада 2008 р. партія здобула загальнонаціональну перемогу, здобувши 49,5 % голосів виборців.
На сучасному етапі партія виступає за зниження податків, скорочення масових виплат соціальних допомог та створення виборчої системи виплат для найбільш нужденних, розвиток системи й структури ринкових відносин у країні, відновлення і підтримку традиційних оборонних альянсів і систем безпеки, створення рівних соціальних і політичних умов для всіх громадян Нової Зеландії.
Після виборів 2008 року Національна партія вступила в коаліцію з Партією маорі.